# Paracedicus
Paracedicus es un género de arañas araneomorfas de la familia Cybaeidae. Se encuentra en Asia central y Oriente Medio.

## Lista de especies
Según The World Spider Catalog 12.0:
- Paracedicus baram Levy, 2007
- Paracedicus ephthalitus (Fet, 1993)
- Paracedicus feti Marusik & Guseinov, 2003
- Paracedicus gennadii (Fet, 1993)
- Paracedicus geshur Levy, 2007